# Helena de Waldeck-Pyrmont
Helena de Waldeck-Pyrmont (Arolsen, 1861 - Hinterris, Àustria, 1922), duquessa d'Albany, filla dels prínceps sobirans del territori de Waldeck a l'actual estat de Hessen i de la ciutat de Pyrmont a l'actual land de Baixa Saxònia i es casà amb el príncep Leopold del Regne Unit, descendents seus són l'actual rei Carles XVI Gustau de Suècia o l'actual cap de la casa reial de Saxònia-Coburg Gotha.
Nascuda a Arolsen el dia 17 de febrer de 1861 era filla del príncep Jordi Víctor de Waldeck-Pyrmont i de la princesa Helena Guillermina de Nassau-Weilburg. La seva germana fou Emma de Waldeck-Pyrmont.
Casada el 27 d'abril de 1882 a la Capella de Saint James de Windsor amb el príncep Leopold del Regne Unit, duc d'Albany, tingué dos fills:
- Alícia del Regne Unit nascuda a Londres el 1883 i morta a la mateixa ciutat el 1981. Es casà amb el príncep Alexandre de Teck.
- Carles Eduard del Regne Unit nascut Surrey el 1884 i mort a Coburg el 1954. Es casà l'any 1905 amb la princesa Victòria Adelaida de Schleswig-Holstein-Sondenburg-Glücksburg.

L'any 1884 el seu espòs, que patia d'hemofília, moria al Yacht Club de Canes. Es va enviduar només dos anys després de casar-se i amb un fill al ventre. Mai no es va tornar a casar
Després de la caiguda de l'Imperi Alemany de 1918 va anar a viure a Àustria, concretament a les valls del Tirol.